# Diplolophium zambesianum
Diplolophium zambesianum är en flockblommig växtart som beskrevs av William Philip Hiern. Diplolophium zambesianum ingår i släktet Diplolophium och familjen flockblommiga växter. Inga underarter finns listade i Catalogue of Life.